# Holger Nielsen (sportowiec)
Holger Louis Nielsen (ur. 18 grudnia 1866 w Kopenhadze, zm. 26 stycznia 1955 w Hellerup) – duński sportowiec, oficer i działacz sportowy, trzykrotny medalista olimpijski.
W 1896 na igrzyskach olimpijskich w Atenach wziął udział w turnieju szablistów. Z czterech walk wygrał dwie, a dwie przegrał, co pozwoliło mu zająć trzecie miejsce, za Grekami: Joanisem Jeorjadisem i Tilemachosem Karakalosem.
W zawodach strzeleckich wystartował w czterech konkurencjach. Z turnieju w strzelaniu z karabinu wojskowego wycofał się po pierwszym dniu zmagań. W zawodach strzeleckich z pistoletu wojskowego zajął piąte miejsce. Zajął trzecie miejsce w strzelaniu z pistoletu szybkostrzelnego (był ostatni wśród zawodników, którzy ukończyli konkurencję). Najlepszą lokatę – drugą – zajął w zawodach strzeleckich z pistoletu dowolnego.
Nielsen uczestniczył też w konkursie rzutu dyskiem, gdzie zajął miejsce od 5 do 9.
Służył w duńskiej armii osiągając stopień podpułkownika.
Pomógł założyć Duńskie Stowarzyszenie Gimnastyczne (1899) i Duńskie Stowarzyszenie Pływackie i Ratownicze (1907). W latach 1910–1920 był prezesem drugiej z tych organizacji.